# كويلا (كوزاني)
كويلا (Κοίλα) هي مدينة في كوزاني في مقاطعة فوريا إلادا في اليونان.